# The Last Spell
The Last Spell — це спрощена тактична рольова гра 2021 року, розроблена французькою студією Ishtar Games (раніше відома як CCCP) і опублікована The Arcade Crew. Гра була випущена в ранній доступ у Steam у червні 2021 року. Фінальна версія гри вийшла 9 березня 2023 року, в той же день, що й запуск консольних версій для Nintendo Switch, PlayStation 4 і PlayStation 5. Гра доступна англійською, французькою, китайською та японською мовами.

## Сюжет
Дія The Last Spell розгортається в темному фантастичному постапокаліптичному світі, спустошеному війною та магією. Після століть битв божевільний маг відкриває заклинання, здатне знищити цілі міста. Маг накладає заклинання на місто Глінтфейн, охоплюючи його пурпуровим полум'ям і знищуючи все живе, включаючи членів королівської родини. У свою чергу, маги королівської родини досліджують, як застосувати це нищівне заклинання, а потім починають використовувати його в сусідніх містах.
Невдовзі кожна нація знаходить засоби застосування цієї магії, перетворюючи місто за містом на руїни. Але руїни не дрімають; фіолетовий туман починає виходити з кожного зруйнованого міста, а з туману марширують трупи вбитих.
Невеликі групи тих, хто вижив, збираються, щоб відбити нежить, і боєць, відомий як Командир, бере на себе командування.
У відплату за магічне знищення більшість магів вигнано або вбито, але деяких пощадили. Під наглядом Командора ці врятовані маги знаходять заклинання, яке може вигнати всю магію зі світу, тим самим покінчивши з фіолетовим туманом і зупинивши орди нежиті. Однак магам потрібен час, щоб спрямувати достатньо енергії для накладання заклинання, тому їм потрібен Командир разом із командою героїв, щоб захистити магів за будь-яку ціну, поки не буде використано останнє заклинання.

## Геймплей
The Last Spell — це тактична рольова гра, в якій гравці, як командир, керують невеликою групою випадково згенерованих героїв, які захищають місто від орди нежиті. У грі навмисно представлений асиметричний тактичний дисбаланс, оскільки гравець починає з трьома героями, але має битися проти сотень ворогів.
Гравці повинні спочатку пройти навчання, у якому вони захищають місто Свампфурт; однак після туторіалу гравці використовують карту світу, щоб вибрати, яке місто вони хочуть захищати (наприклад: Гілденберг, Лейкбург, Гленвальд, Елдерлітч). Кожне місто має унікальну карту, що складається з двовимірного ізометричного поля бою з магічним колом у центрі. Гравець повинен захистити магічне коло від атакуючої орди нежиті, інакше він програє. Вибираючи карту міста, гравець може вибрати обмежену кількість Омени, щоб змінити свій досвід гри на цій карті. Омени — це позитивні бафи, такі як надання всім героям одного додаткового ходу або збільшення урону кожному герою, і діють протягом усієї цієї карти.
Кожна карта міста містить певну кількість денних і нічних фаз. Під час денної фази гравець може витрачати золото та матеріали на будівництво або ремонт будівель, купувати героїв, будувати захист, купувати предмети (наприклад, зброю, обладунки, зілля), а також готуватися до нічної фази. Герої також можуть прокачуватися протягом денної фази, якщо вони набули достатньо досвіду, вбиваючи монстрів під час попередньої нічної фази.
Під час нічної фази гравець вступає в покрокову битву, яка чергується між ходом гравця та ходом орди нежиті. Під час ходу гравець використовує своїх героїв для пересування або виконання дій. Герої рухаються по полю бою, складеному з квадратних плиток. Дії включають використання фізичних, дистанційних або магічних атак; чаклування; використання захисних дій, таких як тимчасове отримання очок броні; або використання предметів, таких як зілля. На відміну від системи класів персонажів, доступні дії героя визначаються його спорядженням, і кожен тип зброї та обладунків забезпечує героя численними унікальними діями, що дозволяє максимально налаштувати героя для багатьох бойових ролей. Після того, як гравець завершує свій хід, уся орда нежиті переміщується на кілька квадратів до магічного кола та атакує все, що знаходиться в радіусі, потенційно завдаючи шкоди героям, будівлям, захисним стінам або магічному колу. Потім гравець отримує ще один хід, і ця передача вперед і назад між гравцем і ордою нежиті триває, поки гравець успішно не знищить усіх ворогів або не знищить магічне коло. Якщо гравець знищує всіх ворогів, нічна фаза закінчується, і гравець переходить до наступної денної фази, заробляючи трохи золота та предметів.
Кожна послідовна нічна фаза кидає на гравця більше ворогів, ніж попередня. Існує багато типів ворогів, у тому числі стрільців з лука, швидких бігунів і привидів, що володіють магією — усі вони мають свої здібності та слабкі сторони. Кожна нічна фаза містить випадкову комбінацію типів нежиті, що вимагає від гравця адаптувати свій стиль гри до конкретного складу кожної нічної фази.
Наприкінці заданої кількості денних і нічних фаз на карті міста відбувається кульмінаційна битва з босом. Коли гравець перемагає боса, він успішно захистив місто, і це перемога. Потім гравець повертається до карти світу, щоб вибрати інше місто або відтворити попереднє на вищій складності.
The Last Spell є спрощеною розбійною грою з прогресивним метагеймом. Незалежно від того, успішно гравець пройшов карту міста чи ні, він заробляє метаігрову валюту залежно від кількості вбитої нежиті та пережитих ночей. Гравці можуть використовувати цю валюту протягом денної фази або на карті світу, щоб розблокувати нові Омени, зброю, обладунки, будівлі тощо. Гравці також можуть розблоковувати нагороди за певні дії під час нічних фаз. Усі ці нагороди, які можна розблокувати, збільшують шанси гравця на успішне проходження наступних карт.

## Реліз
3 червня 2021 року Ishtar Games випустила версію The Last Spell у ранньому доступі в Steam. 25 січня 2023 року Ishtar Games оголосила, що версія 1.0 The Last Spell буде випущена на початку 2023 року разом із запуском гри на Nintendo Switch, PlayStation 4 і PlayStation 5.
Остаточна версія гри вийшла 9 березня 2023 року.